# Luvunga scandens
Luvunga scandens là một loài thực vật có hoa trong họ Cửu lý hương. Loài này được (Roxb.) Buch.-Ham. ex Wight & Arn. mô tả khoa học đầu tiên năm 1834.